# زلبرگ
زلبرگ (به آلمانی: Zellberg) یک منطقهٔ مسکونی در اتریش است که در شواس واقع شده‌است. زلبرگ ۱۲٫۱۳ کیلومتر مربع مساحت دارد ۵۷۵ متر بالاتر از سطح دریا واقع شده‌است.